# Zynga
Zynga — американська компанія, що займається розробленням відеоігор, яка була заснована у липні 2007 року. Компанія розробляє соціальні ігри для мобільних платформ Apple iOS і Android, вебігри через вебпортал компанії — Zynga.com, та ігри для соціальних мереж, таких як Facebook, Google+, QQ. Посаду головного виконавчого директора компанії обіймає Френк Жибо.

## Історія
У травні 2018 року Zynga придбала компанію «Gram Games», розробників мобільних ігор «1010» та «Merge», за 250 мільйонів доларів США. До власності Zynga перейшли вся інтелектуальна власність компанії та дві студії: одна в Стамбулі, звідки походить Gram Games, та друга в Лондоні. На момент придбання в обох студіях загалом налічувалося 77 співробітників. Френк Жибо заявив, що його зацікавлення Gram Games викликали не лише досягнення компанії, а й етос обох студій. Коментуючи суму витрачених коштів на інвестицію, Жибо сказав: «Я б не класифікував Gram як величезне, гігантське придбання. 250 мільйонів доларів – це, безумовно, великі гроші, але... насправді це чудово з точки зору розвитку компанії».
13 грудня 2019 року компанія анонсувала відкриття цілковито нової дочірньої студії у великобританському місті Бірмінгемі. Новостворене підприємство стане частиною компанії NaturalMotion, яку Zynga придбала 2014 року за 527 мільйонів доларів США, і разом з нею зосереджуватиметься на розробленні відеоігор жанру перегони. З початком 2020 року, планується збільшити команду співробітників до двадцяти осіб.
1 червня 2020 року Zynga повідомила про повне придбання стамбульської компанії «Peak Games» за 1,8 мільярда доларів США. Очікується, що процес поглинання остаточно завершиться у третьому кварталі 2020-го. До купівлі Peak Games налічувала близько 100 співробітників. Вона відома передусім розробленням таких мобільних ігор, як Toon Blast та Toy Blast, у середньому кількість гравців за добу в обох перевищувала 12 мільйонів. Засновник Peak Games Сідар Сагін (англ. Sidar Sahin) схвально відгукнувся щодо події, заявивши, що укладена угода є значущою не лише для обох компанії, а й для всієї індустрії мобільних ігор. Головний виконавчий директор Zynga Френк Жибо відзначив потенціал такої співпраці, повідомивши, що кількість щоденних гравців проєктів Zynga може зрости на 60%. Придбання Peak Games компанією стало найбільшим придбанням в історії Zynga.
У березні 2021 року стало відомо, що Zynga придбала американську компанію Echtra Games, відому розробленням відеогри Torchlight 3.
У січні 2022 року була придбана видавцем відеоігор Take-Two Interactive за 12,7 млрд доларів.